# Thaminophyllum
Thaminophyllum là một chi thực vật có hoa trong họ Cúc (Asteraceae).

## Loài
Chi Thaminophyllum gồm các loài: